# 松本三之介
松本 三之介（まつもと さんのすけ、1926年2月22日 - ）は、日本の政治学者。専攻は近代日本政治思想史。東京大学名誉教授。

## 来歴・人物
茨城県出身。旧制静岡高校を経て、1948年東京大学法学部卒業。東京大学で丸山真男に師事。
大阪市立大学法学部助教授（現准教授）を経て、1964年東京教育大学文学部教授、1975年東京大学法学部教授。退官後、駿河台大学法学部教授を歴任。丸山の近世政治思想史研究を引き継ぎ、近世国学や明治期の法思想などの分析をおこなった。東京大学における丸山の講座後継者でもあった。門下には坂本多加雄などがいる。

## 著書
- 『国学政治思想の研究――近代日本政治思想史序説』（有斐閣, 1957年）
- 『近代日本の政治と人間――その思想史的考察』（創文社, 1966年）
- 『天皇制国家と政治思想』（未來社, 1969年）
- 『近代日本の知的状況』（中央公論社, 1974年）
- 『日本政治思想史概論』（勁草書房, 1975年）
- 『明治精神の構造』（日本放送出版協会〈新NHK市民大学叢書〉, 1981年／岩波書店〈同時代ライブラリー〉, 1993年／岩波現代文庫, 2012年）
- 『近世日本の思想像――歴史的考察』（研文出版, 1984年）
- 『明治思想における伝統と近代』（東京大学出版会, 1996年）
- 『明治思想史――近代国家の創設から個の覚醒まで』（新曜社, 1996年／増補・以文社, 2018年）
- 『近代日本の思想家（11）吉野作造』（東京大学出版会, 2008年）
- 『近代日本の中国認識―徳川期儒学から東亜協同体論まで』（以文社, 2011年／ちくま学芸文庫, 2025年）
- 『「利己」と他者のはざまで─近代日本における社会進化思想』（以文社, 2017年）

### 編著
- 『日本の百年（2） わき立つ民論 1877-1889』（筑摩書房, 1963年、再版1967年、改訂版1977年／ちくま学芸文庫, 2007年）
- 『日本の百年（3） 強国をめざして 1889-1900』（筑摩書房／ちくま学芸文庫, 同上）、編集委員の一員
- 『思想の歴史（11）胎動するアジア』（平凡社, 1966年）
- 『現代日本思想大系（1） 近代思想の萌芽』（筑摩書房, 1966年）
- 『日本の名著（31） 吉田松陰』（中央公論社, 1973年、新版中公バックス、1984年）
- 『近代日本思想大系30・31・32 明治思想集Ⅰ・Ⅱ・Ⅲ』（筑摩書房, 1976・1977・1990年）
- 『明治文学全集（37）政教社文學集』（筑摩書房, 1980年）

### 共編著
- （橋川文三）『近代日本政治思想史 （1・2）』（有斐閣「近代日本思想史大系」, 1971-1978年）。オンデマンド版2004年
- （小倉芳彦）『日本思想大系48　近世史論集』（岩波書店, 1974年）
- （芳賀登）『日本思想大系51　国学運動の思想』（岩波書店, 1977年）
- （山室信一）『日本近代思想大系10 学問と知識人』、『11 言論とメディア』（岩波書店, 1988-1990年）、編集委員の一員
- 『勝海舟全集』（勁草書房, 1972-1978年）、編集委員の一員
- 『中江兆民全集』（岩波書店, 1983-1986年）、編集委員の一員